# Anna Sipos
Anna Sipos, född 3 april 1908 i Ungern, död 1988, var en ungersk bordtennisspelare.
Hon rankas som den nästbäste kvinnliga bordtennisspelaren under sin tid. Totalt vann hon 21 medaljer i Bordtennis VM varav 11 guld, 6 silver och 4 brons. 
Sipos var den första kvinnliga spelaren som spelade med pennskaftsfattning men hon ändrade till handskaksfattning 1932. Efter bytet av grepp lyckades hon besegra sin gamla rival och dubbelpartner, Mednyánszky. 

## Hall of Fame
- 1993 valdes hon in i International Table Tennis Foundation Hall of Fame.
- 1996 valdes hon in i International Jewish Sports Hall of Fame.

## Meriter
- Bordtennis VM
  - 1929 i Budapest
    - 3:e plats singel
    - 3:e plats dubbel med Mária Mednyánszky
    - 1:a plats mixed dubbel med István Kelen

  - 1930 i Berlin
    - 2:a plats singel
    - 1:a plats dubbel med Mária Mednyánszky
    - 2:a plats mixed dubbel med István Kelen

  - 1931 i Budapest
    - 3:e plats singel
    - 1:a plats dubbel med Mária Mednyánszky
    - 2:a plats mixed dubbel med Viktor Barna

  - 1932 i Prag
    - 1:a plats singel
    - 1:a plats dubbel med Mária Mednyánszky
    - 1:a plats mixed dubbel med Viktor Barna

  - 1933 i Baden
    - 1:a plats singel
    - 1:a plats dubbel med Mária Mednyánszky
    - 3:e plats mixed dubbel med Viktor Barna

  - 1934 i Paris
    - 1:a plats dubbel med Mária Mednyánszky
    - 2:a plats mixed dubbel med Viktor Barna
    - 2:a plats med det ungerska laget

  - 1935 i London
    - 1:a plats dubbel med Mária Mednyánszky
    - 1:a plats mixed dubbel med Viktor Barna
    - 2:a plats med det ungerska laget

- Ungerska Mästerskapen  
  - 1926 – 1:a plats singel
  - 1927 – 1:a plats singel, 1:a plats mixed dubbel med László Bellák
  - 1929 – 1:a plats dubbel med Mária Mednyánszky
  - 1930 – 1:a plats dubbel med Mária Mednyánszky, 1:a plats mixed dubbel med Viktor Barna
  - 1931 – 1:a plats singel, 1:a plats dubbel med Magda Gál, 1:a plats mixed dubbel med Viktor Barna
  - 1932 – 1:a plats dubbel med Mária Mednyánszky, 1:a plats mixed dubbel med Viktor Barna
  - 1933 – 1:a plats dubbel med Mária Mednyánszky
  - 1935 – 1:a plats singel, 1:a plats dubbel med Magda Gál, 1:a plats mixed dubbel med Miklós Szabados
  - 1939 – 1:a plats singel, 1:a plats dubbel med Mária Mednyánszky, 1:a plats mixed dubbel med Jenő Schmiedl
  - 1940 – 1:a plats dubbel med Gizella Farkas